# Бергама
Берга́ма (тур. Bergama) — город и район в Турции, в провинции Измир. Город расположен на реке Бакырчай, в 26 км от побережья Эгейского моря и в 118 км к северу от Измира. Район на западе граничит с районом Дикили, на юге — с районом Алиага, на востоке — с районом Кынык, на юго-востоке и востоке — с илом Маниса, на севере — с илом Балыкесир. Его площадь составляет 1544 км², а население – 105 754 человек на 2022 год. За исключением города Измир, это один из крупнейших городов провинции с точки зрения численности населения и в значительной степени урбанизирован на 53,6%. Район Бергама граничит с тремя районами провинции Балыкесир на севере, а именно с Айвалыком, Бурханием и Ивринди, районом Кынык провинции Измир и районом Сома провинции Маниса на востоке, а на юге он граничит с районом Юнусемре провинции Маниса и двумя другими районами провинции Измир вдоль побережья это Алиага и Дикили, простирающиеся с юга на запад. 
Ранее город был известен как Пергам (др.-греч. Πέργᾰμον, греч. Πέργαμος), он был основан в далёком бронзовом веке. Пергам впоследствии стал одним из крупнейших городов античного мира, он был столицей независимого Пергамского царства, а после попадания под власть Рима, город сделали центром провинции Азия. В эллинистическую эпоху город соперничал с самими Афинами, как культурный и художественный центр греческого мира. Кроме великолепного акрополя построенного по образцу Афинского, Пергам имел одно из самых известных хранилищ знаний древнего мира – Пергамскую библиотеку, которая была известна как вторая после Александрийской. Христианская община Пергама была одной из самых первых, появившихся в Малой Азии в I веке, она также включала в себя одну из семи церквей Апокалипсиса, упомянутых в Книге Откровения, написанной апостолом Иоанном Богословом. После захвата в 1315 году турками, Пергам получил новое название Бергама (тур. Bergama), которое сохраняется и до сего дня. Ныне Пергам известен продукцией традиционных ремёсел: хлопковой одеждой, изделиями из золота, знаменитыми бергамскими коврами.

## Этимология названия
Считается, что первоначальное название города – Пергам, связано с ещё более древним прилагательным лувийского языка «парраи» (эквивалент на хеттском языке; «парку»), означающим «высокий», в том же ключе, что и этимологический корень ряда других названий древних городов по всей Анатолии. Древнегреческая и новогреческая форма названия др.-греч. Πέργαμος. В турецком языке оно было адаптировано как Бергама. Название Пергам происходит от Перга (как керамос от кера – земля, глина), хотя турецкий учёный Озан Озтюрк утверждает, что Пергам на хеттском языке означает «высокое поселение/база», в то время как Аргома (современная Сулуова) в иле Амасья означает «пограничное поселение» на хеттско-каскийской границе.

## География

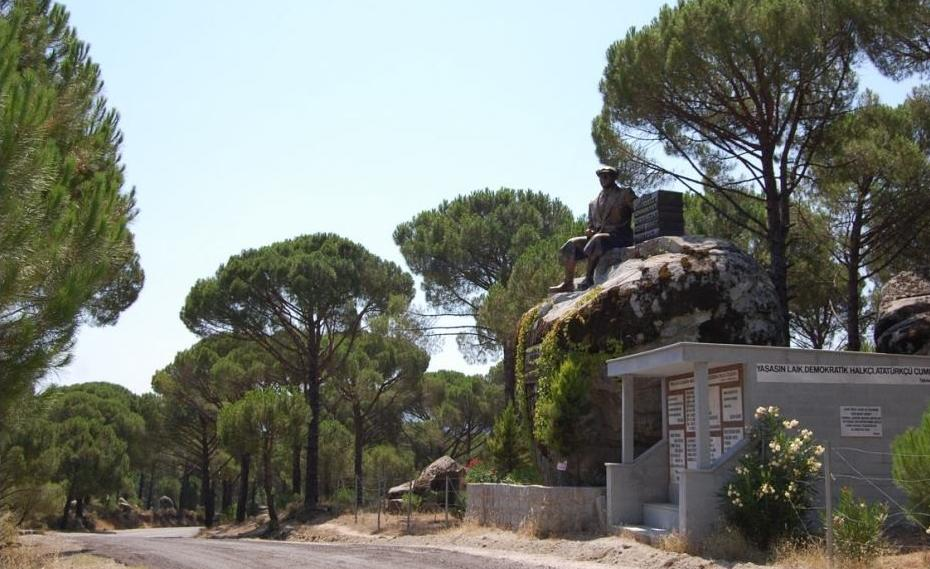
Просёлочная дорога на плато Козак.

Плато Козак (тур. Kozak Yaylası) представляет собой высокогорную равнину, высота которой колеблется от 500 до 1000 метров над уровнем моря и начинается на расстоянии 20 км от центра Бергамы в северном направлении. Равнина является излюбленным местом для экскурсий в регионе, славящимся своими текстильными изделиями ручной работы, сосновыми лесами и кедровыми орехами, которые широко экспортируются.

### Климат
В Бергаме преобладает средиземноморский климат (классификация климатов Кёппена Csa), с очень жарким и сухим летом и прохладной или мягкой, умеренно влажной зимой.
| Показатель                        | Янв.  | Фев.  | Март  | Апр.  | Май  | Июнь  | Июль | Авг. | Сен.  | Окт.  | Нояб. | Дек.   | Год   |
| --------------------------------- | ----- | ----- | ----- | ----- | ---- | ----- | ---- | ---- | ----- | ----- | ----- | ------ | ----- |
| Средний суточный максимум, °C     | 11,2  | 12,7  | 16,2  | 21,0  | 26,7 | 31,6  | 34,2 | 34,2 | 30,0  | 24,1  | 17,8  | 12,5   | 22,7  |
| Средняя температура, °C           | 6,8   | 7,8   | 10,4  | 14,5  | 20,0 | 24,7  | 27,4 | 27,3 | 23,0  | 17,8  | 12,3  | 8,3    | 16,7  |
| Средний суточный минимум, °C      | 3,4   | 4,1   | 5,8   | 9,1   | 13,9 | 18,2  | 20,9 | 21,2 | 17,2  | 13,0  | 8,3   | 5,1    | 11,7  |
| Норма осадков, мм                 | 95,76 | 86,33 | 64,42 | 54,19 | 30,0 | 16,08 | 7,88 | 4,5  | 17,11 | 59,34 | 80,83 | 103,16 | 619,6 |
| Источник: Погода и климат Бергамы |       |       |       |       |      |       |      |      |       |       |       |        |       |

## История
В древности Пергам был столицей царства Атталидов с 281 по 133 год до н.э., а затем стал частью римской провинции Азия. В средние века он оставался под властью Восточной Римской империи, за исключением нашествия Сасанидов в 620-х годах, нашествия арабов в 715 году и правления Румского султаната между 1074 и 1097 годами.
Основание тюркского бейлика Карасы около 1297 года и его прорыв к проливу Дарданеллы отрезало византийский Пергам от сухопутного сообщения с Пруссой, Никеей, Никомедией и Константинополем. Фактически с этого момента оставшиеся греческие жители города живут в условиях голода и антисанитарии, так как кочевые турки взяли сам город в осаду, а все сельскохозяйственные угодья в его окрестностях были уничтожены. Резко возросла и детская смертность от инфекций, о чём свидетельствуют раскопки православных кладбищ. Сам город по-видимому окончательно пал в 1315 году. В рамках Pax Ottomana торговые связи города с окружающими регионами восстановились и поставки продовольствия были постепенно налажены. Сами турки также отчасти перешли на оседлость. Но и в 1337 году, по свидетельству Ибн-Батутты город по-прежнему лежал в руинах, и лишь только крепость на вершине его холма поддерживалась турками в рабочем состоянии ввиду своей стратегической важности. Православное население резко сократилось, его остатки были обращены в рабство. Турки разрешали оставшимся православным рабам продолжать пользоваться христианским кладбищем. Количество смертей во младенчестве от инфекций среди оставшихся греков при этом сократилось, но увеличилось среди греческих подростков, которых турки теперь активно эксплуатировали в качестве рабов.
В 1337 году он стал частью Османской империи. Во время османского владычества он был частью санджака Кареси с 1337 по 1868 год, санджака Сарухане (его центром была Маниса) с 1868 по 1877 год и, наконец, санджака Измир. С 1867 по 1922 год Пергам входил в состав вилайета Айдын и имел смешанное население, большинство из которых были греки, остальными были турки, армяне и евреи. В 1912 году здесь проживали: греки — 25 277 чел., турки — 22 735 чел., армяне — 1500 чел. Многие греки были изгнаны турками в 1914 году. Во время очередной греко-турецкой войны он был занят греческой армией 19 июня 1919 года, но вновь перешёл под контроль Турции 14 сентября 1922 года. Греческая армия сожгла город дотла во время отступления в 1922 году. Оставшиеся греческие жители были изгнаны в ходе обмена населением и основали новые общины на Лесбосе и Галликосе в северной Греции.

## Галерея

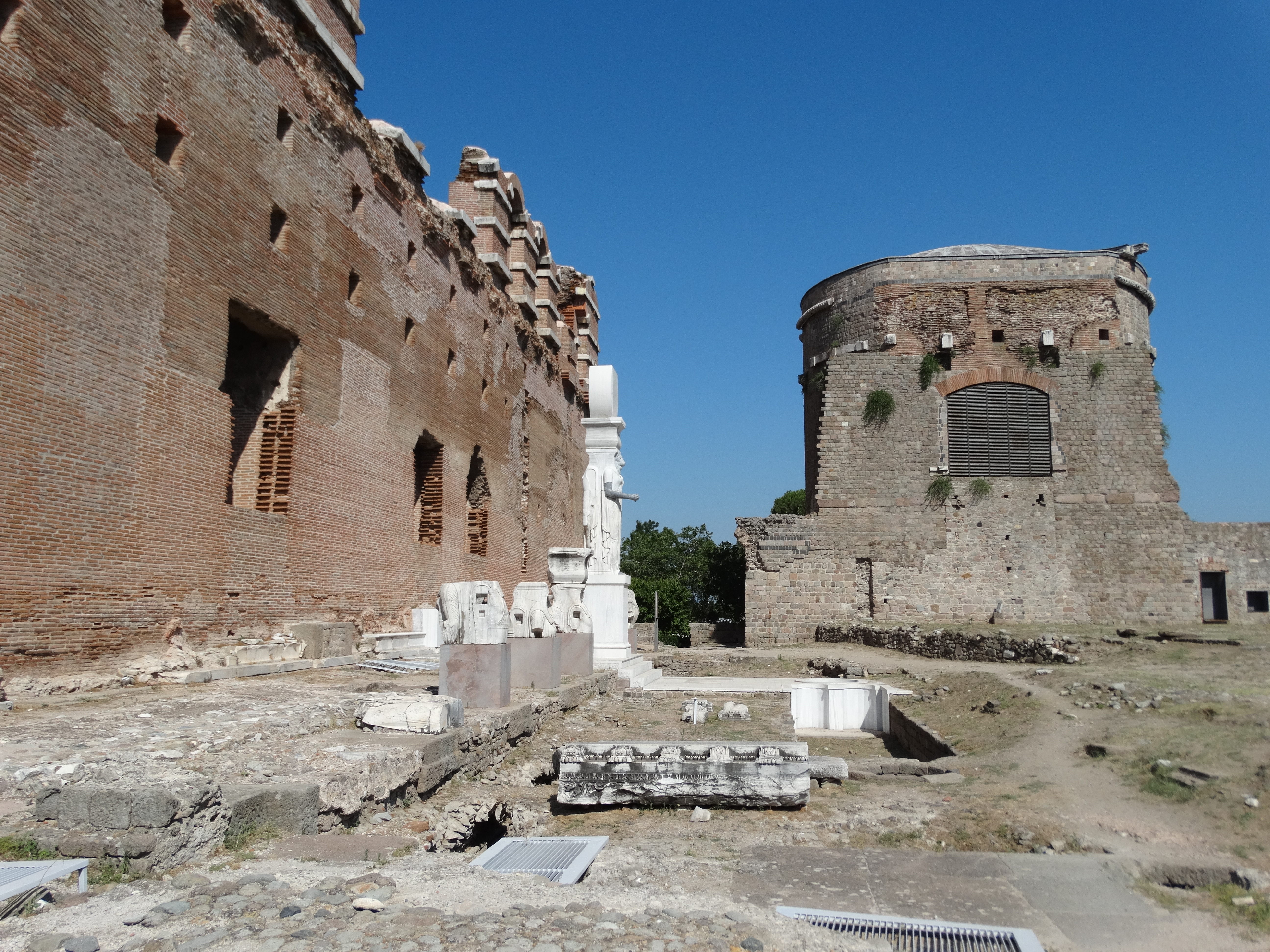
Красная базилика
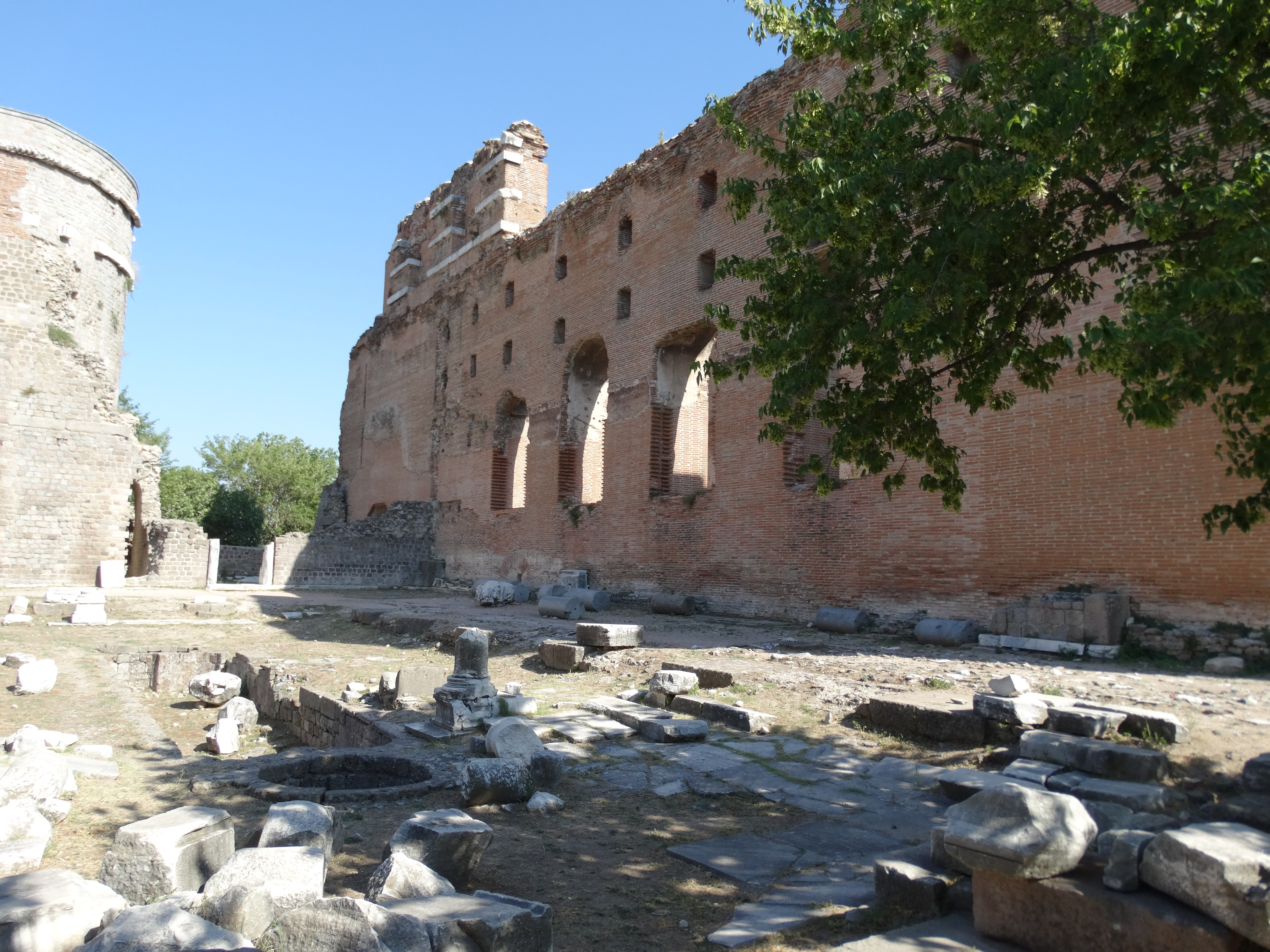
Стена Красной базилики
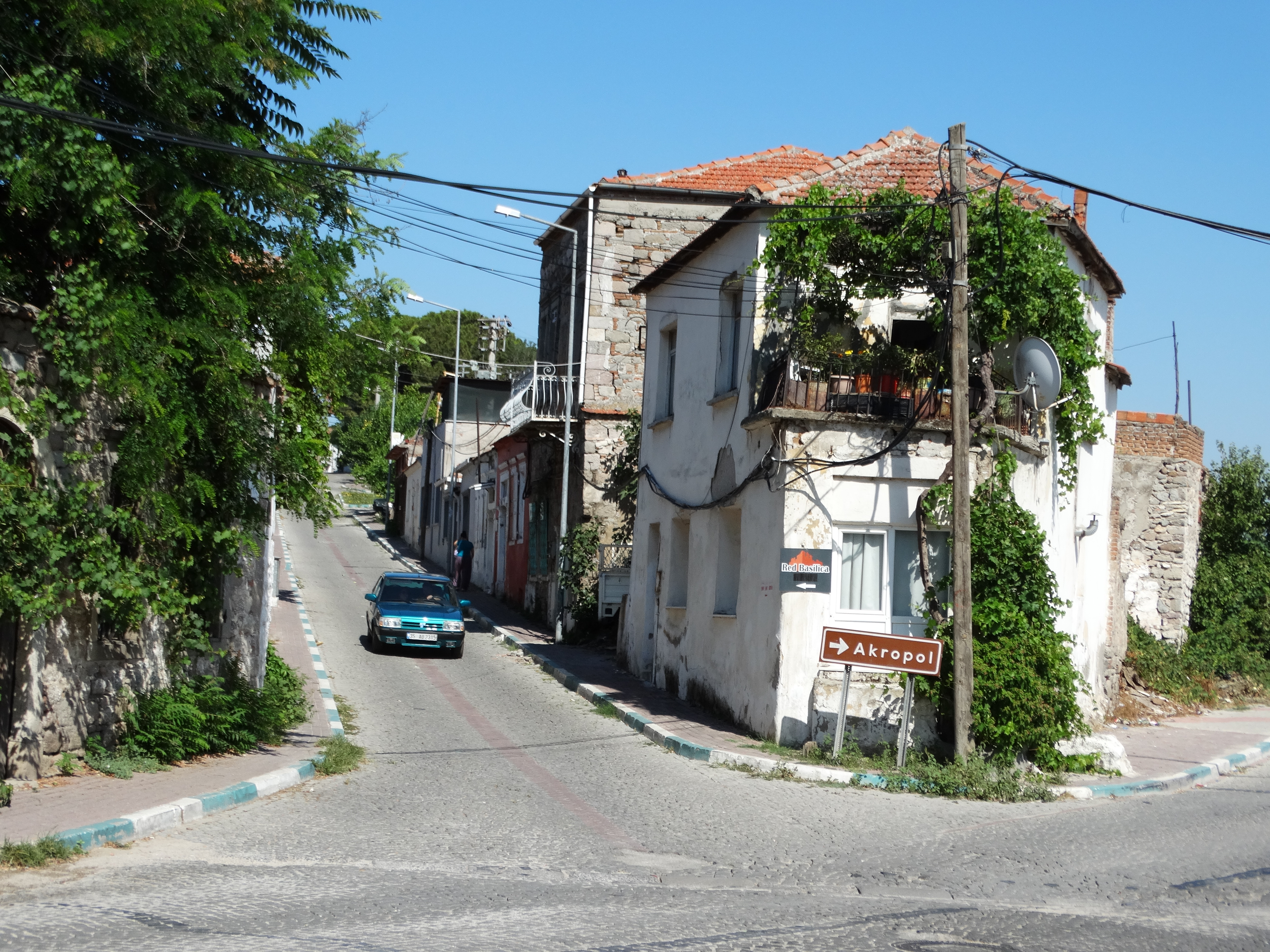
На улицах старого города
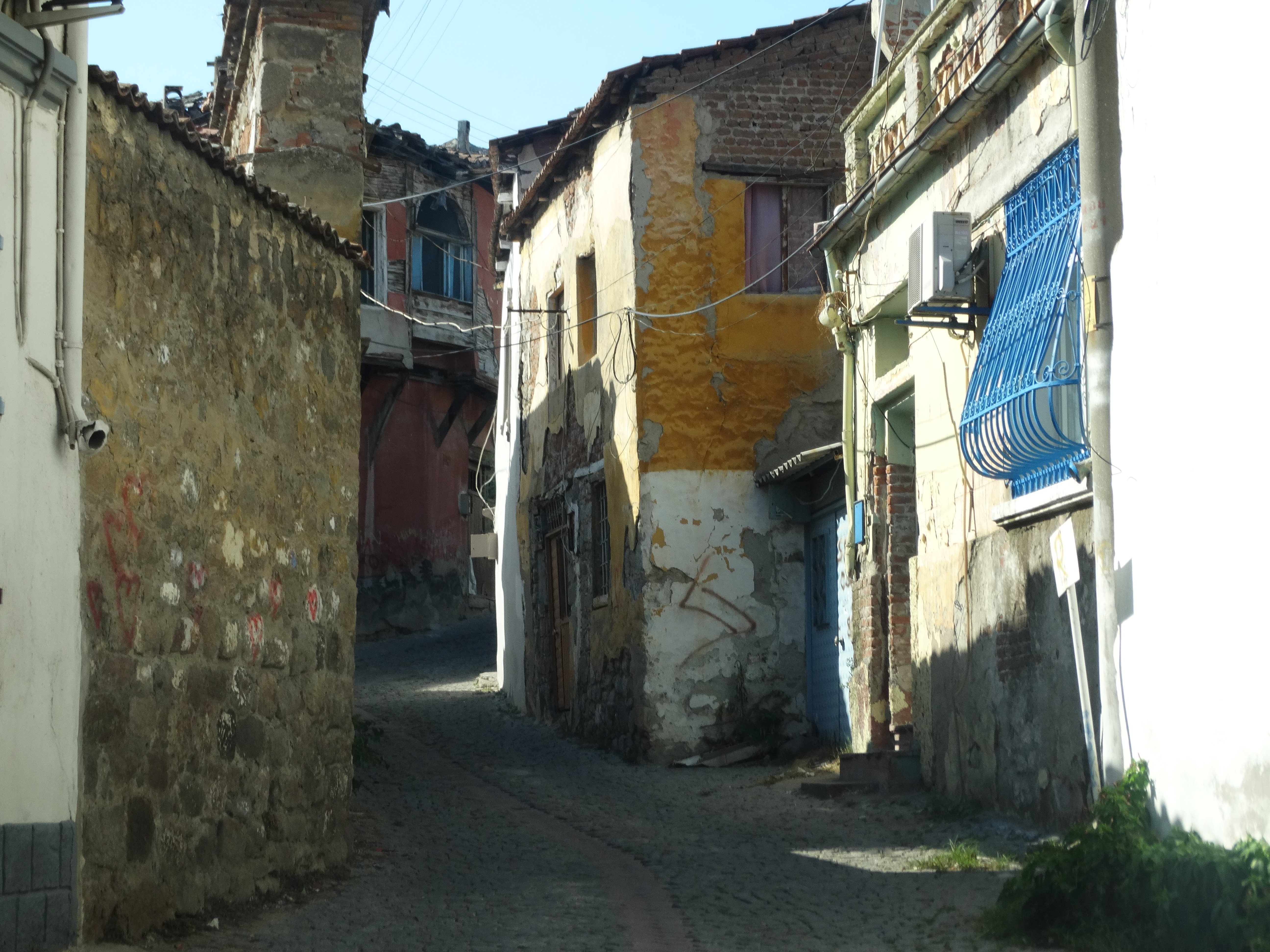
Живописные старые постройки
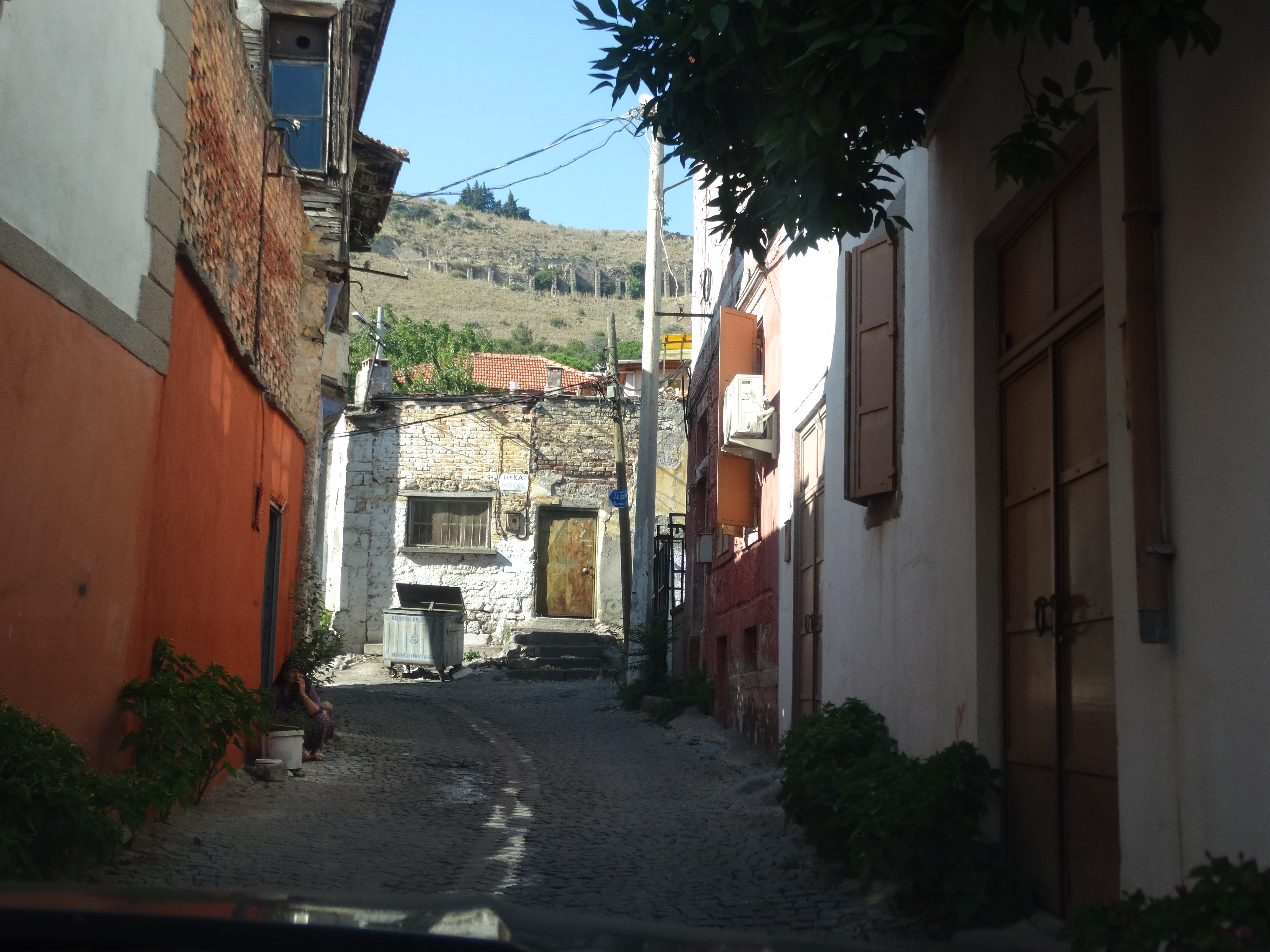
Вдали видны укрепления древнего Пергама
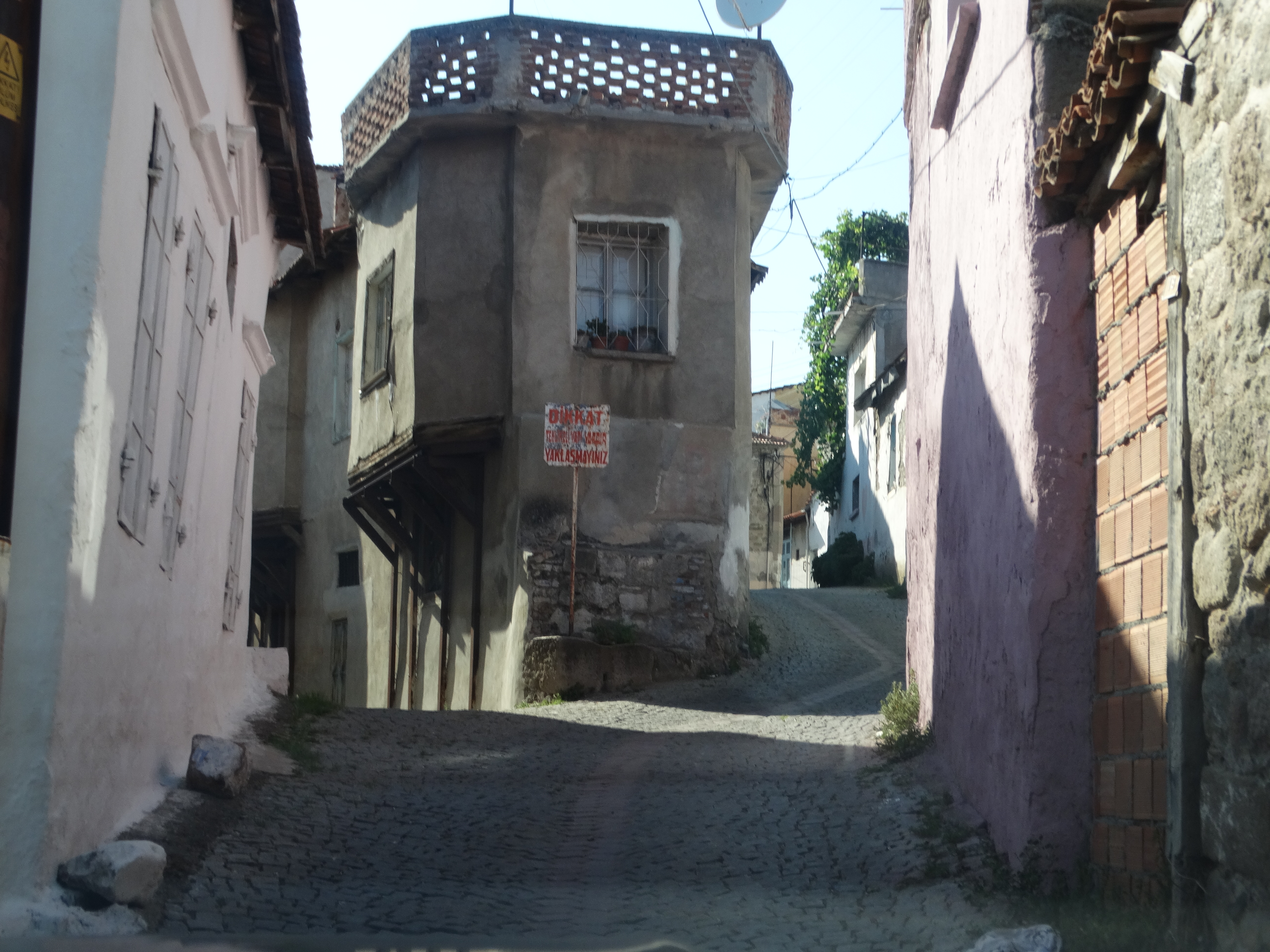
Крутые и извилистые улочки старого города

## Культура и достопримечательности

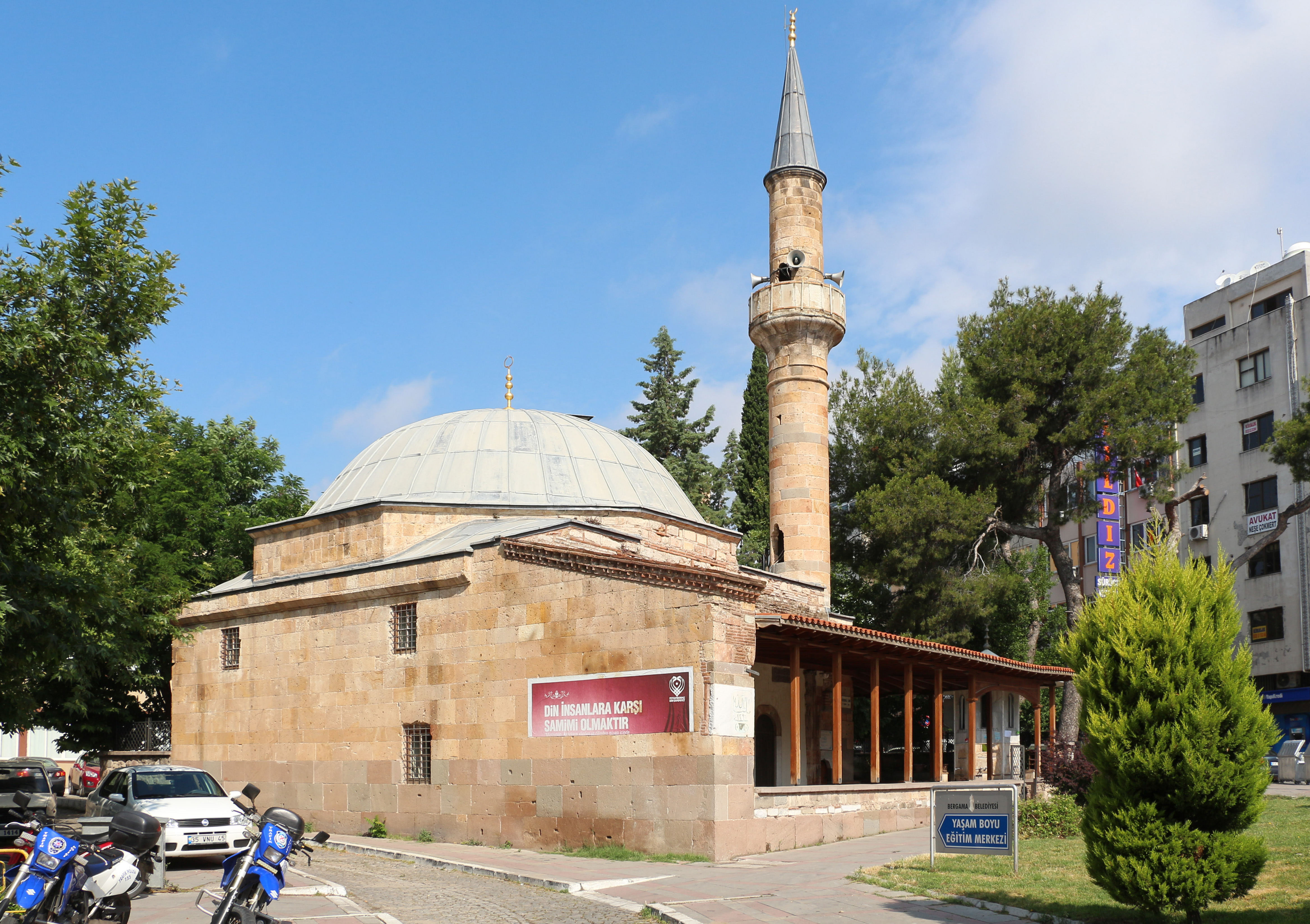
Мечеть Куршунлу.

- Пергамский акрополь – наиболее комфортным способом добраться до него можно по канатной дороге с базовой станции к северо-востоку от города[12]
- Место, где первоначально находился Пергамский алтарь (ныне в Пергамском музее в Берлине)
- Асклепион
- Руины древнегреческого театра
- Красная базилика
- Руины римской арены
- Сельджукский минарет, XIV век
- Караван-сарай Чукурхан (Çukurhan), XIV век
- Караван-сарай Ташхан (Taşhan), 1432 год
- Большая мечеть Бергама, 1399 год
- Мечеть Шадырванлы (Şadırvanlı), 1550 год
- Дом Халила Кая
- Местный археологический музей

С 18 по 24 июня в Бергаме проходит ежегодный фестиваль «Bergama Kermesi», которому уже исполняется семьдесят два года. Бергама Кермеси – крупное местное событие, обычно отмечаемое с участием турецких знаменитостей, певцов, актёров, поэтов и писателей.

### Исторические мосты

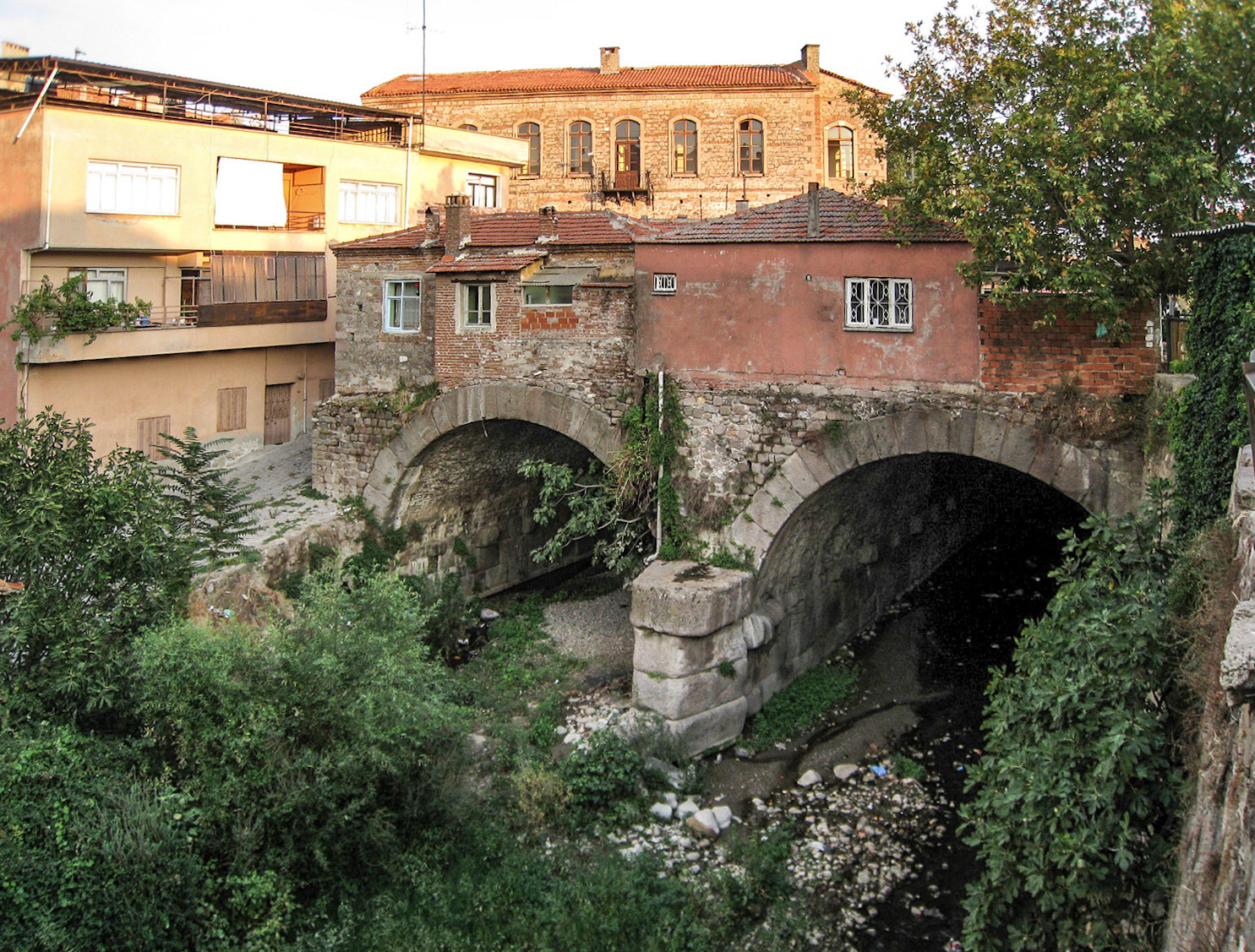
Римский мост в Пергаме.

В Бергаме, древнем поселении, расположенном на северной окраине долины реки Бакырчай, с притоками, стекающими с гор Мадра, сохранилось множество исторических мостов.
Территория рядом с рекой Селинус (Бергама Чайи) у подножия горного массива Пергам была интенсивно застроена во времена Римской империи, и Селинус проткала по специальному каналу, из-за вдоль русла реки было много построек. Во времена правления Адриана (117–138 гг. н.э.) застройка была настолько интенсивной, что Селинус был окружён двумя длинными туннелями, проходящими перед Красной базиликой, что позволило построить на вершине огромный священный участок, или теменос. Получившаяся в результате конструкция, Пергамский мост (иногда называемый как Муслук Кепрусу), сохранился до наших дней. Длина каждого из туннелей составляет 9 м; северный из них имеет длину 196 м, а южный 185 м. Вход в сооружение находится примерно по следующим координатам 39°07′23″ с. ш. 27°10′54″ в. д., а выход на 39°07′17″ с. ш. 27°10′58″ в. д..
К другим древним мостам Бергамы относятся:
- Мост Улуками с двумя неравными пролётами[14] 39°07′29″ с. ш. 27°10′45″ в. д.HGЯO.
- Мост Табака с двумя примерно равными пролётами[14] 39°07′24″ с. ш. 27°10′53″ в. д.HGЯO.
- Мост Ючкемер, название которого означает «три арки», представляет собой более длинный мост, к которому с южной стороны ведет спуск, параллельный реке[14] 39°07′13″ с. ш. 27°11′03″ в. д.HGЯO.

## Экономика

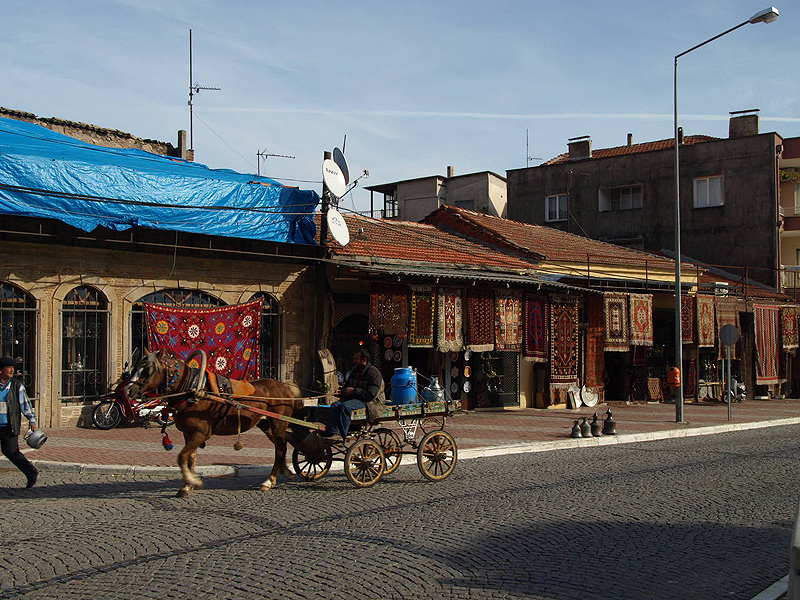
Бергамские ковры

В настоящее время этот город, известен своим хлопком, золотом и прекрасными коврами, а также древними руинами, его богатые древние руины и сегодня продолжают привлекать значительный интерес туристов, хотя его знаменитый храм был перенесён в Пергамский музей в Берлине, Германия.
Компания LM Wind Power, подразделение GE Renewable Energy, открыла завод по производству лопастей для ветряных турбин в Бергаме в 2017 году. Первые лопасти, которые она произвела, были использованы на ветроэлектростанции Бодангора в Новом Южном Уэльсе, Австралия.
Бергама также славится своими высококачественными коврами. Примерно в восьмидесяти деревнях Бергамы до сих пор ткут ковры. История ковроткачества в Бергаме восходит к XI веку, когда в этот район началась миграция турок. Бергамские ковры почти всегда ткались из шерсти – свидетельство пасторального образа жизни кланов йорук, населявших этот район в то время.
Хотя история ковроткачества в Бергаме восходит к XI веку, возраст большинства сохранившихся ковров не превышает 200 лет – в основном из-за содержания в них шерсти. Старейшие сохранившиеся бергамские ковры можно найти в мечетях Бергамы и её окрестностей, а также в археологическом музее Бергамы.